# 古晋青山岩寺
古晋青山岩寺，熟称青山岩，是一座位于砂拉越古晋马来甘榜摩拉特巴斯（Kampung Muara Tebas；又译作甘榜青山岩）的砂拉越河口，海拔120英尺的山上，占地2.5英亩的一座华人庙宇。庙宇主奉释迦牟尼佛，此外还供奉着玉皇大帝、太上老君、阿弥陀佛、药师佛、普贤菩萨、观世音菩萨、文殊菩萨、准提菩萨、地藏王菩萨、天后圣母（妈祖）、千里眼、顺风耳、大伯公、广泽尊王、玄天上帝以及包公。

## 历史
200年前，还是小庙的青山岩就已经建立在山丘上。这座庙宇是华人移民为了感谢佛祖、观音菩萨和妈祖为他们一路来保佑，使他们安全抵达砂拉越河口而建造的。因此，他们选在风水宝地建立一座寺庙。由于他们需要淡水，他们依据佛祖的指示在，青山岩山下的悟玄亭左边开一口大井，随后寺庙便成为附近村庄的淡水来源，直到1980年供水延伸至该定居点。
1903年，该寺得到重修和扩建。1956年，青山岩再次进行修建工程。
2018年10月10日，青山岩举行妈祖庙奠基暨动土仪式，工程预计将在2年内完成，但由于2019冠状病毒病马来西亚疫情肆虐导致建设工程有所展延。工程结束后，安置在青山岩寺庙内的妈祖神像与圣轿将会迁移至新庙。